# Quận Columbia, New York
Quận Columbia là một quận nằm trong tiểu bang New York. Theo điều tra dân số năm 2000, dân số quận là 63.094 người. Quận lỵ là Hudson. Tên quận có nguồn gốc từ các hình thức giống cái Latin của tên của Christopher Columbus, tại thời điểm hình thành các quận là một đề xuất phổ biến cho các tên tại Hoa Kỳ. Quận Columbia là một phần của khu vực thống kê dân số Albany-Schenectady-Amsterdam, New York.
Các cuộc thám hiểm đầu tiên tại quận Columbia được tiến hành trong năm 1609, khi Henry Hudson, một nhà thám hiểm, đi thuyền vượt Đại Tây Dương, và lên sông Hudson. 

## Thành phố, thị trấn và làng
- Ancram (thị trấn)
- Austerlitz (thị trấn)
- Canaan (thị trấn)
- Chatham (thị trấn)
- Chatham (làng)
- Claverack (thị trấn)
- Claverack-Red Mills
- Clermont (thị trấn)
- Copake Lake
- Copake (thị trấn)
- Gallatin (thị trấn)
- Germanthị trấn (thị trấn)
- Germanthị trấn
- Ghent (thị trấn)
- Greenport (thị trấn)
- Hillsdale (thị trấn)
- Hudson (thành phố)
- Kinderhook (thị trấn)
- Kinderhook (làng)
- Livingston (thị trấn)
- Lorenz Park
- New Lebanon (thị trấn)
- Niverville
- Philmont (làng)
- Stockport (thị trấn)
- Stottville
- Stuyvesant (thị trấn)
- Taghkanic (thị trấn)
- Valatie (làng)